# Izvorul Cailor
Der Izvorul Cailor ist ein rechter Nebenfluss des Novăț im rumänischen Kreis Maramureș.
In der Schlucht, die der Bach durchfließt, bilden sich 10 Wasserfälle, der größte (90 m) ist der Cailor-Wasserfall, am Ende der Schlucht. Der Cailor-Wasserfall ist touristisch erschlossen.
Der Schafstall von Zănoaga Cailor, oberhalb des Cailor-Wasserfalls, verunreinigt das Wasser des Bachs. Die Wasserqualität ist daher nicht zum Trinken ausreichend.
Die Wassertalbahn hatte am Novăț-Delta einen Abzweig zum Izvorul Cailor. Dieser ist heute hinter der ersten Station (Poiana Novat) stillgelegt.